# Tamarix
Tamarix L. è un genere di piante della famiglia delle Tamaricaceae, originario delle zone sabbiose e salmastre del Vecchio Mondo.
Il nome del genere è di origine latina e deriverebbe dal fiume Tambre, chiamato anticamente "Tamara", che scorre in Galizia.

## Descrizione
Comprende oltre 70 specie tra alberi e arbusti, tra sempreverdi e a foglie decidue, che possono raggiungere un'altezza di 15 metri nelle specie arboree.

I fiori sono piccolissimi e sono caratterizzati da una fioritura piumosa in spighe sottili, generalmente primaverile-estiva o a volte, come in T. aphylla, anche invernale.

Hanno fronde vaporose, formate da piccolissime foglie alterne, squamiformi, generalmente di colore verde glauco, simili, ad un esame superficiale, a quelle di alcune conifere.
I frutti sono generalmente delle piccole capsule triangolari.
Una curiosa caratteristica delle tamerici è la "sudorazione" sotto forma di gocce di liquido chiaro ed estremamente salato, la quale durante il giorno ed in assenza di vento (che ne favorirebbe l'evaporazione) genera una sorta di "pioggerella"; spesso tende a crescere inclinato per via del vento, tuttavia riesce a tollerarlo.

## Tassonomia
Il genere comprende le seguenti specie:
- Tamarix africana Poir.
- Tamarix alii Qaiser
- Tamarix amplexicaulis Ehrenb.
- Tamarix androssowii Litv.
- Tamarix aphylla (L.) H.Karst.
- Tamarix aralensis Bunge
- Tamarix arborea (Sieber ex Ehrenb.) Bunge
- Tamarix arceuthoides Bunge
- Tamarix aucheriana (Decne. ex Walp.) B.R.Baum
- Tamarix austromongolica Nakai
- Tamarix baluchistanica Qaiser
- Tamarix boveana Bunge
- Tamarix brachystachys Bunge
- Tamarix canariensis Willd.
- Tamarix chinensis Lour.
- Tamarix dalmatica B.R.Baum
- Tamarix dioica Roxb. ex Roth
- Tamarix dubia Bunge
- Tamarix duezenlii Çakan & Ziel.
- Tamarix elongata Ledeb.
- Tamarix ericoides Rottler & Willd.
- Tamarix florida Bunge
- Tamarix gallica L.
- Tamarix gansuensis H.Z.Zhang ex P.Y.Zhang & M.T.Liu
- Tamarix gennessarensis Zohary
- Tamarix gracilis Willd.
- Tamarix hampeana Boiss. & Heldr.
- Tamarix hispida Willd.
- Tamarix hohenackeri Bunge
- Tamarix humboldtiana Akhani, Borsch & N.Samadi
- Tamarix indica Willd.
- Tamarix jintaensis P.Y.Zhang & M.T.Liu
- Tamarix jordanis Boiss.
- Tamarix karelinii Bunge
- Tamarix kasahorum Gorschk.
- Tamarix kermanensis B.R.Baum
- Tamarix komarovii Gorschk.
- Tamarix korolkowii Regel & Schmalh.
- Tamarix kotschyi Bunge
- Tamarix kutchensis B.V.Shetty & R.P.Pandey
- Tamarix laxa Willd.
- Tamarix leptopetala Bunge
- Tamarix leptostachya Bunge
- Tamarix litwinowii Gorschk.
- Tamarix macrocarpa (Ehrenb.) Bunge
- Tamarix mascatensis Bunge
- Tamarix meyeri Boiss.
- Tamarix minoa J.L.Villar, Turland, Juan, Gaskin, M.A.Alonso & M.B.Crespo
- Tamarix mongolica Nied.
- Tamarix negevensis Zohary
- Tamarix nilotica (Ehrenb.) Bunge
- Tamarix octandra Bunge
- Tamarix pakistanica Qaiser
- Tamarix palaestina Bertol.
- Tamarix parviflora DC.
- Tamarix passerinoides Delile ex Decne.
- Tamarix pycnocarpa DC.
- Tamarix ramosissima Ledeb.
- Tamarix rosea Bunge
- Tamarix sachensis P.Y.Zhang & M.T.Liu
- Tamarix salina Dyer
- Tamarix sarenensis Qaiser
- Tamarix senegalensis DC.
- Tamarix smyrnensis Bunge
- Tamarix stricta Boiss.
- Tamarix sultanii Qaiser
- Tamarix szovitsiana Bunge
- Tamarix taklamakanensis M.T.Liu
- Tamarix tarimensis P.Y.Zhang & M.T.Liu
- Tamarix tenuissima Nakai
- Tamarix tetragyna Ehrenb.
- Tamarix tetrandra Pall. ex M.Bieb.
- Tamarix usneoides E.Mey. ex Bunge

Le specie più coltivate sono:
- Tamarix ramosissima, arbusto o alberello deciduo, originario di Europa e Asia, con i rami di colore bruno-rossastro, le foglie di colore verde-azzurrastro, i fiori, riuniti in racemi sui rami dell'anno, di colore rosa più o meno intenso, fioritura da maggio a luglio;
- Tamarix parviflora, arbusto deciduo, originario del Mediterraneo e dei Balcani, con i lunghi rami di color bruno-porporino, le foglie di colore verde brillante, i fiori di colore rosa-scuro, riuniti in racemi sui rami di 1 anno, con fioritura a fine primavera.
- Tamarix gallica è la specie più diffusa in Italia come pianta ornamentale; è nota, oltre che col nome di tamerice comune, anche con i nomi volgari di cipressina, tamarisco e scopa marina; si presenta come alberetto o arbusto, con il tronco eretto o, nelle zone ventose dei litorali marini, incurvato, con la corteccia del fusto e dei rami di colore cinerino e con profonde incisioni; la chioma, di forma irregolare, è di un bel colore verde glauco; i germogli sono di colore bruno-violaceo, con foglioline squamose ad apice acuto, ovato-lanceolate, ricoprenti quasi totalmente i rami; i fiori, piccolissimi e numerosi, di colore biancastro o rosa, sono riuniti in spighe terminali, con fioritura nei mesi da maggio a luglio; i singoli fiori sono costituiti da una corolla di 5 petali giallini o rosati, con 5 stami sporgenti e un pistillo con ovario supero, sormontato da 3 stili filiformi; il frutto si presenta come una capsula ingrossata alla base e sottile all'apice, con base triangolare.

## Usi
- Come piante ornamentali nelle zone rivierasche, per viali o gruppi isolati nei giardini, o come siepi frangivento nelle zone ventose vicino al mare; si adattano anche alla coltivazione in vaso sui terrazzi.
- Come bonsai vengono utilizzate le specie T. juniperina  (= Tamarix chinensis), T. parviflora e T. ramosissima.
- Dalla corteccia si estraggono sostanze tanniche.
- Le tamerici sono piante mellifere, sono bottinate dalle api ma il miele che si produce è in piccole quantità.

## Coltivazione
Gradiscono esposizioni soleggiate, terreno sciolto leggero, meglio se sabbioso, tollerando anche quelli salmastri. Le tamerici resistono alla siccità, sono rustiche e resistono anche al freddo. Riescono a vivere anche in terreni salini, quindi sono piante alofite. Le tamerici non temono il caldo e non patiscono la maggior parte dei parassiti.
La moltiplicazione delle tamerici avviene con la semina, per talea legnosa o propaggine in autunno.

## Riferimenti nella cultura
- Giovanni Pascoli intitola la sua prima raccolta di poesie Myricae, parola latina utilizzata anche da Virgilio per indicare i suoi carmi bucolici e che significa, appunto, tamerice.
- Vengono inoltre citate nella poesia di Gabriele D'Annunzio La pioggia nel pineto: ..."piove su le tamerici/salmastre ed arse..."
- Le tamerici sono presenti anche nella poesia "Fine dell'infanzia" di Eugenio Montale, presente nella raccolta Ossi di seppia: ..."non erano che poche case/di annosi mattoni, scarlatte,/e scarse capellature di tamerici pallide..."
- La tamerice è anche, nel videogioco "Age of Mythology", un albero all'interno del quale si trova un pezzo del corpo di Osiride.
- Virgilio nelle Bucoliche le cita: "non omnis arbusta iuvant humilesque myricae" "Non a tutti piacciono gli arbusti e le umili tamerici".
- Dio paragona l'uomo che confida nell'uomo, che fa della carne il suo braccio ed il cui cuore si è allontanato dal Signore ad una tamerice: quando giunge il bene egli non lo vede, abita in luoghi aridi, nel deserto, in terra salata, senza abitanti. (Geremia 17:6)
- Nell'Iliade di Omero, Adrasto, incalzato da Menelao, inciampa col cavallo in un cespuglio di tamerici.
- Nel libro 'I sette pilastri della saggezza' vengono citate più volte come piante del deserto arabico.